# Solignat
Solignat ist eine französische Gemeinde im Département Puy-de-Dôme in der Region Auvergne-Rhône-Alpes (vor 2016 Auvergne) mit 520 Einwohnern (Stand 1. Januar 2022). Die Gemeinde gehört zum Arrondissement Issoire und zum Kanton Le Sancy (bis 2015 Issoire). 

## Geographie
Solignat liegt etwa dreißig Kilometer südsüdöstlich von Clermont-Ferrand. Umgeben wird Solignat von den Nachbargemeinden Meilhaud im Norden und Nordwesten, Perrier im Norden und Nordosten, Issoire im Nordosten, Bergonne im Osten und Südosten, Antoingt im Süden sowie Vodable im Westen.

## Bevölkerungsentwicklung
| Jahr                       | 1962 | 1968 | 1975 | 1982 | 1990 | 1999 | 2006 | 2013 |
| Einwohner                  | 292  | 319  | 319  | 415  | 417  | 421  | 426  | 479  |
| Quellen: Cassini und INSEE |      |      |      |      |      |      |      |      |

## Sehenswürdigkeiten
- Kirche Saint-Julien